# AMIx WORLD
AMIx WORLD es el primer álbum compilatorio de remixes de la cantante japonesa Ami Suzuki, lanzado al mercado el día 29 de marzo del año 2006 bajo el sello avex trax.

## Detalles
El álbum es el primero de este tipo para Ami Suzuki, y contiene sólo remixes de las canciones originales presentes en AROUND THE WORLD, su primer álbum de estudio lanzado algunos meses antes de este trabajo, más un remix para "Fantastic" como bonus track. Anteriormente el álbum estaba por ser titulado ALL AROUND THE WORLD, pero posteriormente fue modificado. En la remezcla de los temas participaron DJs que cuentan con fama en Japón, e inclusive en Europa y los Estados Unidos, como Ferry Corsten y Jonathan Peters.
El álbum contiene en total 7 remixes sólo de la canción "AROUND THE WORLD", más remixes de los sencillos del álbum que ya habían estado disponibles desde antes, y remixes para dos temas no sencillos.
AMIx WORLD llegó al n.º 78 de las listas de Oricon como posición peak, con poco más de 3 mil copias vendidas en total.

## Canciones
Todas las letras escritas por Ami Suzuki.
| CD    |                                                             |                    |          |  |
| N.º   | Título                                                      | DJ productor(es)   | Duración |  |
| 1.    | «Around The World» (SHAM-POO vs.HEAVENS WiRE RMX)           | Shohei Matsumoto   | 5:37     |  |
| 2.    | «Hopeful» (M.O.R.Remix)                                     | M.O.R.             | 4:04     |  |
| 3.    | «Around The World» (Ferry Corsten Radio Mix)                | Ferry Corsten      | 5:25     |  |
| 4.    | «Delightful» (G.C.D.Mix)                                    | Shouichiro Hirata  | 4:53     |  |
| 5.    | «Around The World» (Jonathan Peters Club Mix)               | Jonathan Peters    | 4:26     |  |
| 6.    | «Eventful» (Bulldozzer Remix)                               | Bulldozzer         | 4:04     |  |
| 7.    | «Around The World» (SPACE COWBOY 05)                        | Nicolas Dresti     | 3:12     |  |
| 8.    | «Negaigoto (ねがいごと?)» (Dub's The wish fullfilled Remix) | Dub Master X       | 5:05     |  |
| 9.    | «Around The World» (Wall5 Remix)                            | Heigo Tani         | 5:33     |  |
| 10.   | «Sweet Voice» (CLAZZIQUAI PROJECT RMX)                      | Clazziquai Project | 4:19     |  |
| 11.   | «Around The World» (dark fazz electro mix)                  | Motonari Murakawa  | 4:45     |  |
| 12.   | «I'm Alone» (Futon Dark Star Remix)                         | Futon, David Coker | 5:59     |  |
| 13.   | «Around The World» (ENDROLL REMIX RYO-G)                    | Ryo-G              | 6:01     |  |
| 14.   | «Fantastic» (Ferry Corsten Radio Mix)                       | Ferry Corsten      | 4:27     |  |
| 67:50 |                                                             |                    |          |  |

- Datos: Q2819275